# Prefectura de Kéran
La prefectura de Kéran es una prefectura de Togo. Se trata de una de las siete prefecturas que forman la región de Kara, al norte del país. Su chef-lieu es Kandé. El censo de 2010 indicaba que contaba con 94061 habitantes. En 2006 la población estimada era de 72000 habitantes.
La prefectura fue creada en 1981, cuando las anteriores circunscripciones pasaron a ser prefecturas y se creó la región de Kara. El nombre de la prefectura en aquel momento era el de Kandé (o Kanté), al tomar estas los nombres de sus capitales. Tomó el nombre de Kéran en la reorganización de las prefecturas de 1995.

## Geografía
Está ubicada al norte de la región de Kara y limita con la región de las Sabanas al norte y al oeste y con Benín al noreste.
La prefectura tiene los siguientes límites:
| Noroeste: Prefectura de Oti (Región de las Sabanas | Norte: Prefectura de Oti (Región de las Sabanas Departamento de Atakora ( Benín) | Noreste: Departamento de Atakora ( Benín) |
| Oeste: Prefectura de Oti (Región de las Sabanas    |                                                                                  | Este: Prefectura de Doufelgou             |
| Suroeste: Prefectura de Dankpen                    | Sur: Prefecturas de Dankpen y Doufelgou                                          | Sureste: Prefectura de Doufelgou          |